# Camilla e Rebecca Rosso
Camilla Rosso e Rebecca Rosso (Londra, 6 luglio 1994) sono due attrici britanniche gemelle.
Hanno avuto un ruolo in Zack e Cody al Grand Hotel e in Zack e Cody sul ponte di comando interpretando le gemelle Janice (Camilla) e Jessica (Rebecca). 
Inoltre nel 2009 sono state protagoniste del film Ufficialmente bionde, spin-off de La rivincita delle bionde.
Le Rosso sono state scoperte da uno dei produttori esecutivi durante una registrazione. Vivono a Los Angeles con la loro madre, il padre, quattro sorelle ed il cane Aika.

## Filmografia

### Cinema
- Ufficialmente bionde (Legally Blondes), regia di Savage Steve Holland (2009)

### Televisione
- Zack e Cody al Grand Hotel - serie TV, 7 episodi (2006-2008)
- Suburban Legends - serie TV, 1 episodio (2008)
- Zack e Cody sul ponte di comando - serie TV, 1 episodio (2010)